# Polarkreis 18
I Polarkreis 18 sono una band tedesca originaria di Dresda. Suonano musica pop. Dal loro ultimo album The colour of snow (2008) sono stati tratti il singolo di grande successo Allein - Allein e dal gennaio 2009 The colour of snow. Cantano in inglese e tedesco.